# میمورا (هنرپیشه)
میمورا (انگلیسی: Mimura؛ زادهٔ ۱۵ ژوئن ۱۹۸۴) یک هنرپیشه اهل ژاپن است.